# Tifoseria del Genoa Cricket and Football Club
(Fabrizio De André)

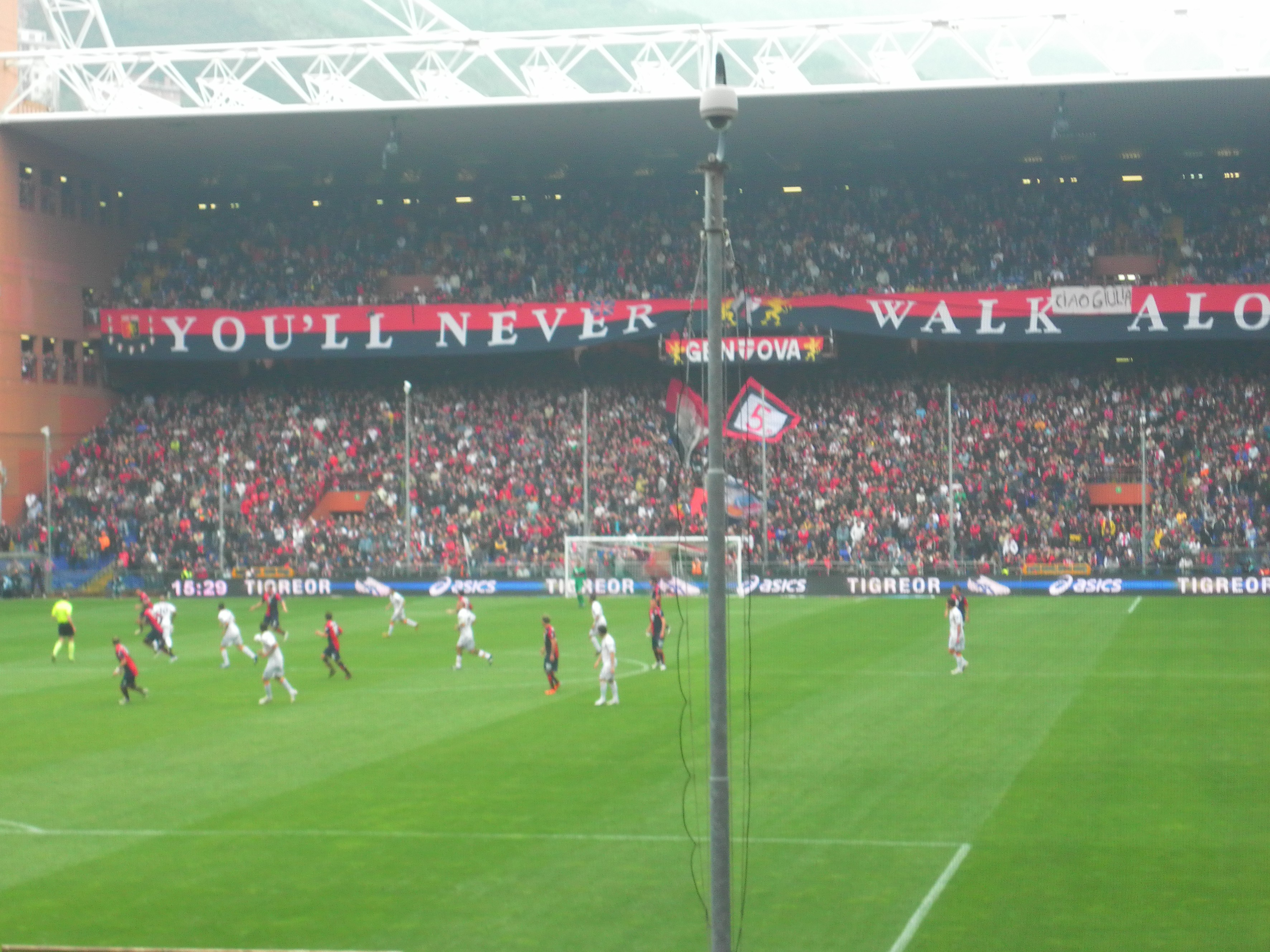
La Gradinata Nord di Marassi, cuore del tifo rossoblù, nel 2011.

In questa voce sono riportate informazioni relative alla storia ed evoluzione della tifoseria del Genoa Cricket and Football Club, società calcistica italiana con sede a Genova.

## Contesto
La parte più calda della tifoseria ha sede presso la Gradinata Nord, nella quale vi sono i principali gruppi ultras.
Il Genoa, stando ai dati del 2024, è la squadra di calcio della Regione Liguria con più tifosi presenti allo stadio, con più tifosi abbonati, con più seguaci su Facebook, Instagram e TikTok.

## Orientamento politico
Storicamente il popolo rossoblù era caratterizzato da radici di sinistra ed inoltre, in passato, vi furono diversi gruppi dove la connotazione politica era evidente e ben riconosciuta. Ci sono stati anche gruppi di destra come la Brigata Speloncia.

## Spettatori
La tifoseria rossoblù contribuisce ad una percentuale di riempimento dello Stadio Luigi Ferraris, durante le gare casalinghe del Genoa, pari al 97,38% che risulta tra le più alte del panorama calcistico italiano nella stagione 2023-2024. La migliore media di pubblico stagionale per la squadra, in campionato, è stata registrata però nell'annata 1981-1982, a seguito del ritorno in Serie A del club dopo tre stagioni, quando vi fu una presenza media di 34 767 spettatori per gara. I tifosi genoani invece hanno fatto segnare il primato di abbonamenti stagionali in campionato per il club, acquistando 28 093 tessere, nella stagione 2024-2025.

## Fan club
I club di tifosi del Genoa sono raccolti in due diversi organi di coordinamento, il Centro Coordinamento Club Genoani e l'Associazione Club Genoani.
A partire dal 2006, nel settore 5 della Tribuna dello stadio Luigi Ferraris è stato creato il Genoa Club For Children, associazione nata con lo scopo di educare bambini e ragazzi tra i 7 e i 16 anni a un tifo equilibrato: il club ottiene per questo riconoscimenti come l'"European Football Supporters Award" e l'Oscar del calcio AIC come miglior tifoso dell'anno 2007.

## Tifoseria organizzata
Le origini del tifo rossoblù sono legate alla Fossa dei Grifoni, che nasce nel 1973, facendo il suo esordio alla prima giornata del campionato '73/'74 in Inter-Genoa, ma già l’anno prima (1972) i fondatori erano raggruppati dietro lo striscione Furie Rossoblù. La Fossa era peraltro già appartenente al Club Ottavio Barbieri nato il 17 novembre 1970, dedicato al giocatore simbolo del Genoa vincitore degli scudetti del 1923 e del 1924. Altri gruppi, agli albori degli anni '70, occupavano la gradinata di Marassi, tra cui le Squadre d’Azione Rossoblù, Inferno e Tupamaros. Dopo la morte del laziale Vincenzo Paparelli, avvenuta in un derby romano dell’ottobre 1979, anche la Fossa, come tanti altri gruppi, è costretta a modificare il nome in Giovani della Nord. Nel 1993, per l’anniversario dei suoi 20 anni, la “Fossa dei Grifoni”, tra lo stupore generale, si scioglie per diversi motivi, fra i quali una contestazione feroce all’allora presidente Aldo Spinelli, che determina anche un contrasto con il resto della tifoseria, che non condivide più il modo di tifare “contro” della Nord. Inoltre la Fossa inizia ad avere anche un rapporto difficile con la stampa locale e con le forze dell’ordine, così, per il bene del Genoa, chiude i battenti. Le redini della Nord vengono raccolte dall'Ottavio Barbieri, dove confluiscono alcuni vecchi militanti della Fossa. Nella stagione ‘96/’97 appare in gradinata lo striscione Vecchi Orsi, ultras che si ritengono appartenenti alla vecchia mentalità della Fossa di Grifoni. Negli anni si son saputi ritagliare sempre più importanza nei Distinti i Figgi dö Zena (Figli di Genova), gruppo numeroso che produce ottime coreografie, alimentando un settore tradizionalmente piuttosto silenzioso. Sono un gruppo di ragazzi di Sant’Eusebio, nell’entroterra genovese. Nel 2004 nasce la Brigata Speloncia, dedicata al capo ultrà Claudio "Speloncia" Natale. Nell’aprile 2010 l'Ottavio Barbieri si scioglie, lasciando un vuoto di potere in Nord, che viene colmato dal club Via Armenia 5r. Agli inizi del 2015 si forma in Nord il nuovo gruppo Collettivo Rossoblù. Nel 2020 con un comunicato la Brigata Speloncia annuncia il proprio scioglimento.  Ad oggi i principali gruppi sono Via Armenia 5r, I Caruggi, Levante Rossoblu, Up the Scarves. Vi sono presenti anche altri gruppi in Gradinata Nord, tra i quali GAV 2003 (Gruppo Andrea Verrina), Gruppo Meroni, SetteSettembre, Collettivo Rossoblu e da inizio campionato 2017 anche Figgi dö Zena.
Nell'estate 2022, si torna sugli spalti dopo la pandemia di COVID-19 e grazie ad una straripante campagna abbonamenti sull'onda del cambio di proprietà, la Gradinata Nord finisce immediatamente sold out. L'entusiasmo in città è tale che, alcuni ragazzi, non riuscendo ad abbonarsi in Nord, si abbonano in Gradinata Sud, creando il gruppo Grifoni Della Sud e trascinando molta gente, soprattutto i giovani, ad abbonarsi anche nell'altra gradinata dello stadio.
L'incremento di tifo rossoblù in Gradinata Sud è tale che, per quasi tutta la stagione 2023-2024, entrambe le gradinate dello stadio, sono sold out. Sempre a partite dalla stagione 2023-2024, in occasione delle gare casalinghe del Grifone, la società denomina la Gradinata Sud "Gradinata Zena" (gioco di parole tra "Zena", nome della città, ed il termine dialettale "zueno" = giovane).
Nell'estate del 2023 viene registrato il record di abbonamenti di sempre nella città di Genova, con un totale di 27 777 tessere staccate. La proprietà del Genoa (777 Partners) ha appositamente fermato la campagna abbonamenti per autocelebrare il numero "777".
Nella stagione successiva 2024-2025 il record è stato superato con 28 093 abbonamenti sottoscritti.

### Cronologia
Collocazione dei gruppi:
- Gradinata Nord
- Gradinata Sud

1970 - Nascita del Club Ottavio Barbieri
1973 - Nascita della Fossa dei Grifoni
1977 - Nascita del Levante Rossoblù
1988 - Nascita de I Caruggi
1993 - Scioglimento della Fossa dei Grifoni
1995 - Nascita dei Figgi dö Zena
2003 - Nascita del GAV 2003
2004 - Nascita della Brigata Speloncia
2010 - Scioglimento del Club Ottavio Barbieri
2010 - Nascita di Via Armenia 5r
2015 - Nascita del Collettivo Rossoblù
2020 - Scioglimento della Brigata Speloncia
2021 - Nascita del Nucleo 1893
2022 - Nascita dei Grifoni Della Sud
2023 - Scioglimento del Nucleo 1893
2023 - Nascita del Gruppo Marassi
2023 - Nascita del Cornigliano

## Casi di tifosi rimasti uccisi

### Il caso Claudio Spagnolo
Il 29 gennaio 1995, prima della partita Genoa-Milan, il tifoso milanista Simone Barbaglia accoltellò fuori dallo stadio Ferraris, il tifoso del Genoa, Claudio Spagnolo, uccidendolo.
Barbaglia fu condannato a 14 anni e sei mesi di reclusione per omicidio.

## Gemellaggi e rivalità

### Gemellaggi e amicizie

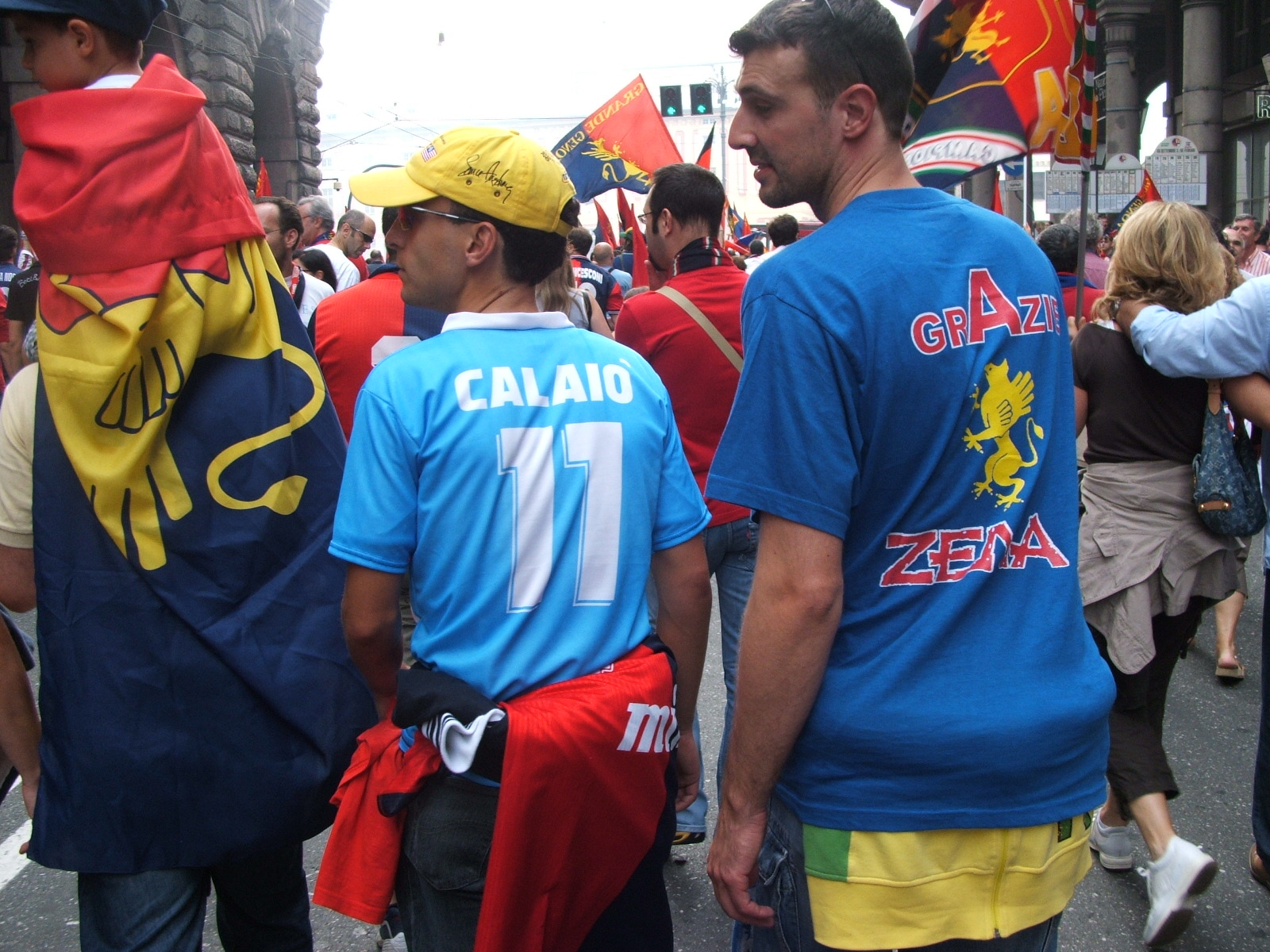
Supporter di Napoli e Genoa nel 2007, alla festa per la promozione rossoblù in Serie A: le due tifoserie erano all'epoca legate da un saldo gemellaggio, prima della rottura decisa nel 2019 dagli ultras azzurri.

La tifoseria genoana è gemellata con i supporters di Cosenza, Ancona e Alessandria. Esistono rapporti di profonda amicizia con le curve di Reggiana, Catania, Pisa (in passato c'era un gemellaggio), della Carrarese, Cremonese, , Perugia (anche in contrapposizione al gemellaggio tra sampdoriani e ternani), Vigor Lamezia. La curva rossoblu mantiene, anche, rapporti di rispetto e stima con il Vicenza (una volta erano gemellate), e con il Pescara,
Coi tifosi del Torino vi era un solido gemellaggio, che venne rotto al termine dell'incontro Torino-Genoa del 24 maggio 2009, vinto dai rossoblù (in corsa per la zona Champions) per 3-2, che contribuì in maniera determinante alla retrocessione dei granata in Serie B; nel corso degli anni seguenti ci sono stati segnali distensivi tra le due tifoserie, che ora mantengono un rapporto di amicizia. Anche con i tifosi del Napoli vi era un forte gemellaggio durato 37 anni, ma il 10 aprile 2019 questo rapporto viene rotto dagli ultras partenopei. Il motivo della rottura è dovuto allo striscione di solidarietà che la tifoseria rossoblù decise di mostrare ai tifosi interisti per la morte di Daniele Belardinelli, ultras del Varese (tifoseria gemellata con quella dell'Inter) deceduto a Milano durante gli scontri precedenti alla partita tra Inter e Napoli del 26 dicembre 2018.
All'estero, i tifosi del Grifone sono gemellati con i bulgari dello Spartak Varna, coi francesi dell'Olympique Marsiglia (solo con i South Winners) 
 e con i greci del Paniōnios. La curva genoana è anche in buoni rapporti coi tifosi tedeschi dell'Hertha Berlino, con quelli spagnoli dell'Athletic Bilbao  e del Real Oviedo, con quelli monegaschi del Monaco. Fuori dall'Europa, i supporters rossoblù simpatizzano per gli argentini del Boca Juniors e per i brasiliani del Vasco da Gama.

### Rivalità
Accese rivalità si hanno in primis coi supporter dell'altra squadra genovese, la Sampdoria, con le due compagini che danno vita al derby della Lanterna, considerato uno dei più sentiti al mondo; seguono poi quelle con Lazio, Verona, Bari, Atalanta, Juventus, Inter, Roma (in passato erano tifoserie amiche), Fiorentina, Brescia, Milan (in passato c'era un gemellaggio) e Spezia: negli ultimi due casi, la tifoseria genoana è in contrasto con quella milanista a seguito dell'assassinio di Claudio Spagnolo da parte di un ultras rossonero il 29 gennaio 1995, mentre con quella spezzina per fatti risalenti agli anni 20 del XX secolo.
Altre rivalità sono con le tifoserie di Parma, Cagliari, Taranto, Modena, Padova, Ascoli, Venezia, Ternana, Bologna, Cesena, Foggia, Fidelis Andria, Catanzaro, Piacenza, Salernitana, Varese, Savona. All'estero, sul finire degli anni 2000 i rossoblù hanno avuto screzi con il tifo organizzato del Nizza e del Lilla; cosí come un grande rivalitá con lo spagnolo Sporting de Gijón.